# Асъягун
Асъягун (устар. Аус-Ягун) — река в России, протекает по территории Пуровского района Ямало-Ненецкого АО. 
Начинается в небольшом озере к западу от озера Аслор на высоте 125,1 метра над уровнем моря. Течёт в общем северном направлении. Верховья заболочены, в среднем течении протекает через лиственнично-сосновую и лиственнично-берёзовую тайгу. Устье реки находится в 66 км по правому берегу реки Янгъягун на высоте 102,7 метра над уровнем моря. Длина реки составляет 22 км.

## Данные водного реестра
По данным государственного водного реестра России относится к Нижнеобскому бассейновому округу, водохозяйственный участок реки — Пур. Речной бассейн реки — Пур.
Код объекта в государственном водном реестре — 15040000112115300054885.